# Kapela sv. Fabijana i Sebastijana u Brinju
Kapela sv. Fabijana i Sebastijana u Brinju je kasnoromanička kapela u Brinju s kraja 14. ili početkom 15. stoljeća u počecima nastanka Brinja. Najstarija sačuvana romanička crkva u Gackoj.
U Brinju u srednjem vijeku sagrađeno je mnogo sakralnih građevina s obzirom na veličinu mjesta, a većina ih je i danas sačuvana. Brinje je bilo važna postaja na trgovačkom putu prema sjeveru, od Senja prema Modrušu i Zagrebu.
Kapela sv. Fabijana i Sebastijana građena je od priklesanih komada kamena. Odulje je svetište svođeno kratkim bačvastvim svodom i završeno polukalotom, bez posebno naznačena trijumfalog luka. Pravokutni brod ima omjere stranica 2 : 3, a tlocrt kapele određuju tri kvadrata kvadrangulacije. Nekada je krov bio pokriven drvenim daščicama, a danas je crijepom i limom. Pročelje se razlikuje od prvobitnog nakon dogradnje. U zvoniku nalaze se dva zvona. 
Nakon što je dugi niz godina bila zatvorena, dana 20. siječnja 2012. održala se sveta misa i zazvonila su zvona.
Kapela je posvećena sv. Fabijanu i sv. Sebastijanu. Zaštitnici su Gacke. Sveti Fabijan bio je dvadeseti papa po redu. Umro je u Rimu kao mučenik s početkom Decijevih progona kršćana. Sveti Sebastijan ubijen je tijekom Dioklecijanovog progona kršćana u 3. stoljeću.